# تریشنا (فیلم ۱۹۷۸)
تریشنا یا میل شدید (به انگلیسی: Trishna) فیلمی هندی محصول سال ۱۹۷۸ و به کارگردانی آنیل گانگولی است. در این فیلم بازیگرانی همچون شاشی کاپور، سانجیو کومار، راکهی گلزار و بیندو ایفای نقش کرده‌اند.